# Little Ireland
Little Ireland var ett slumdistrikt i Manchester i Lancashire under tidigt 1800-tal. Det var bebott i cirka 20 års tid, från cirka 1827 till 1847, och fick sitt namn efter de många irländska invandrare som bodde där. Det var beläget söder om Oxford Road-järnvägsstatiionen.
Till minne av distriktet finns en blå plakett vid Cambridge Street, bredvid New Wakefield Street.

### Fotnoter
1. ↑  ”A History of the Irish in Manchester”. Prideofmanchester.com. http://www.prideofmanchester.com/mancirish/history.htm. Läst 1 februari 2012.
2. ↑  Site of Little Ireland Large numbers of immigrant Irish workers lived here in appalling housing conditions
Built c.1827
Vacated c.1847
Demolished c.1877
3. ↑  Hartwell, Clare (2001) Manchester. (Pevsner Architectural Guides.) London: Penguin ISBN 0 14 071131 7; p. 179